# Мирјана Бајрактаревић
Мирјана Бајрактаревић (Добој, 31. мај 1951 — Колари, код Смедерева, 10. октобар 1976) била је југословенска певачица народне музике.

## Биографија
Мирјана (Мирсада) Бајрактаревић, рођена је 31. маја 1951. године у Добоју, у породици Мехмеда и Хајрије Бајрактаревић. Била је рођена сестра Силване Арменулић и Дине Бајрактаревић, које су се такође бавиле певањем. 
Била је интерпретаторка новокомпонованих народних песама и севдалинки. 
За архив Радио Београда снимила је на десетине севдалинки.
Захваљујући свом великом таленту, веома млада почиње музичку каријеру и већ 1969.године снима прву песму Зашто да душа пати композитора Аце Степића. Овом песмом скренула је пажњу на себе, али је праву шансу дочекала након шест година.
Тек на Хит паради народне музике 1975. године, када је публици представила композицију Радослава Граића Имала сам другарицу и након неколико тактова песме, било је јасно да је праву песму запевао прави певач. Била је то врхунска интерпретација једне изузетне композиције, каква одавно није била написана. Сарадња између Радослава Граића и Мирјане Бајрактаревић датирала је одавно, па је композитор био добро упознат са њеним гласовним квалитетима.
Једна је од ретких певачица која је компоновала за себе и своје колеге, иако је у то време сарађивала са најпознатијим композиторима наше сцене, међу којима су: Александар Аца Степић, Јовица Петковић, Миодраг Тодоровић Крњевац, Божидар Боки Милошевић, Радослав Граић, Новица Урошевић, Бранимир Ђокић, Борис Бизетић, Тома Здравковић и многи други.
Погинула је 10. октобра 1976. године у саобраћајној незгоди на ауто-путу Београд-Ниш, код места Колари. Заједно са њом погинула је и њена сестра Силвана Арменулић и Раде Јашаревић, шеф Народног оркестра РТ Београд, који је и возио кола.

## Најпознатије песме
- Имала сам другарицу
- Долетеће бели голуб
- Само њега сањам
- Одавно си отишао сине
- Ноћас једној жени лако није
- Не сећај се више мене
- Јесен је моје најлепше доба
- Дођи, дођи жељо моја

## Фестивали
- 1971. Илиџа - Плаве очи
- 1974. Илиџа - Љубави, љубави, судбино среће
- 1975. Југословенски фестивал Париз - Само њега сањам
- 1975. Хит парада - Имала сам другарицу
- 1976. Хит парада - Кренули смо истом стазом